# Bourgeoisia antipoda
Bourgeoisia antipoda là một loài bọ cánh cứng trong họ Đom đóm (Lampyridae). Loài này được Bourgeois miêu tả khoa học năm 1884.